# Pouteria pentamera
Pouteria pentamera är en tvåhjärtbladig växtart som beskrevs av Terence Dale Pennington. Pouteria pentamera ingår i släktet Pouteria och familjen Sapotaceae. Inga underarter finns listade i Catalogue of Life.